# Philonotis falcata
Philonotis falcata är en bladmossart som beskrevs av Mitten 1859. Philonotis falcata ingår i släktet källmossor, och familjen Bartramiaceae. Inga underarter finns listade i Catalogue of Life.